# Континентальний тур Світової легкої атлетики
Континентальний тур Світової легкої атлетики (англ. World Athletics Continental Tour) — серія одноденних легкоатлетичних змагань, що проводиться протягом року під егідою Світової легкої атлетики поза форматом Діамантової ліги.
Рішення про запуск серії було оголошено 23 листопада 2019.

## Формат серії
Серія включає змагання, розподілені на три категорії — «золоту», «срібну» та «бронзову». Належність змагання до категорії визначається рівнем проведення змагань та призовим фондом.
Світова легка атлетика фінансово підтримує змагання «золотої» категорії, в той час як континентальні легкоатлетичні асоціації опікуються стартами «срібного» та «бронзового» рівнів.
Щорічно в межах змагань «золотої» категорії визначаються ключові дисципліни (англ. core events), в яких переможці та інші учасники отримують підвищені призові, а найкращі за підсумками сезону — право взяти участь наступного року в чемпіонатах світу понад встановлену для кожної країни квоту.
На сезон-2020 до «золотої» категорії було віднесено 10 змагань із загальним призовим фондом 2 000 000 доларів США. У перший сезон туру ключовими дисциплінами стали біг на 200 метрів, 3000 метрів з перешкодами, потрійний стрибок та метання диска.
Крім цього, у 2020 «срібна» категорія включала 10 змагань із загальним призовим фондом 750 000 доларів США, а до «бронзової» категорії було віднесено 50 змагань із призовим фондом 25 000 доларів США на кожне змагання.
Сезон-2021 налічував вже 69 етапів, а календар сезону-2022 вміщував вже 130 етапів, включаючи 9 етапів «золотої» категорії.

## Золота категорія
«Золота» категорія Континентального туру включає 9 змагань:
- Найробі • Kip Keino Classic[en]
- Токіо • Seiko Golden Grand Prix[en]
- Острава • Ostrava Golden Spike[en]
- Бидгощ • Меморіал Ірени Шевінської[en]
- Генгело • Ігри Фанні Бланкерс-Кун[en]
- Турку • Ігри Пааво Нурмі[en]
- Секешфегервар • Меморіал Іштвана Дьюлаї[en]
- Хожув • Меморіал Каміли Сколімовської[en]
- Загреб • Меморіал Бориса Ганзековича[en]